# Jeffrey Wood
Jeffrey Wood (Winnetka (Illinois), 1954) is een Amerikaans componist en muziekpedagoog.

## Levensloop
Wood kreeg op 7-jarige leeftijd zijn eerste pianoles. Vanaf 1972 studeerde hij piano en van 1973 tot 1976 compositie bij Richard Hoffman aan Oberlin College Conservatory of Music in Oberlin (Ohio). In 1976 behaalde hij aldaar zijn Bachelor of Music. Vervolgens studeerde hij piano bij Gilbert Kalish en compositie bij David Lewin aan de State University of New York in Stony Brook, Long Island (New York). Verdere leraren in Stony Brook waren Martin Canin (piano), Bülent Arel (elektronische muziek), Bernard Greenhouse, Isidore Cohen en Timothy Eddy (kamermuziek). Aldaar behaalde hij zijn Master of Music voor piano (1978) en compositie (1980). Zijn studies voltooide hij in 1982 en promoveerde tot Ph.D. (Philosophiæ Doctor in compositie.
Van 1981 tot 1984 werkte hij als docent aan de Universiteit van New Mexico in Albuquerque en ook aan het New Mexico Institute of Mining en Technology. Te Albuquerque was hij eng verbonden met een componistensymposium dat naast zijn werken ook werken van Thea Musgrave, Ernst Křenek, Mario Davidovsky en plaatselijke componisten uitvoerden. Vanaf 1984 werd hij docent aan de Austin Peay State University (APSU) in Clarksville (Tennessee). Intussen is hij tot professor benoemd en onderwijst leert muziektheorie, analyse, compositie en piano.
Als componist kreeg hij verschillende prijzen en onderscheidingen zoals in 1984 de 1e prijs tijdens het Stroud Festival International Composition Competition in het Verenigd Koninkrijk, in 1975, 1978 en 1979 de Broadcast Music, Inc., Awards in 1981 de American Society of Composers, Authors and Publishers award en in 1982 de David S. Bates Memorial Prize.

## Composities

### Werken voor harmonieorkest
- Freylekhs and Fugue "a kind of ‘structured fantasy’ in the spirit of klezmer", voor harmonieorkest

### Missen, cantates, oratoria en gewijde muziek
- 1995 Psalm 22, voor tenor en piano
- The Dream of the Rood, cantate voor tenor solo, gemengd koor en orgel
- Lamentationes Ieremiæ Prophetæ (Lamentations of Jeremiah the Prophet), oratorium voor solisten, gemengd koor en strijkorkest - tekst: Bijbel en gedichten uit de concentratiekampen van Paul Celan, Nelly Sachs en Dan Pagis

### Muziektheater

#### Opera's
| Voltooid in | titel                                     | aktes | première | libretto |
| ----------- | ----------------------------------------- | ----- | -------- | --- |
|             | Diaries: a Parable for Voices, kameropera |       | 1996     | gebaseerd op verhalen van vrouwen, die als verpleegsters tijdens de Eerste Wereldoorlog werkten en gedichten van Edward Estlin Cummings, David Jones, Archibald MacLeish, Israel Zangwill, Marianne Moore en Carl Sandburg |

### Werken voor koren
- Nunc natus est Altissimus, voor gemengd koor en piano

### Vocale muziek
- 1991 Four Deadly Serious Songs, voor bariton en piano
- 2004 Night, zangcyclus voor bariton en piano
- 2008 Winter, voor sopraan en piano - tekst: van een Joodse leerling uit de 12e eeuw
- Ballad of the Goodly Fere, voor tenor en piano
- Do not gentle into that good night, voor tenor en piano
- Every Night and every Morn, zangcyclus voor tenor en piano - tekst: William Blake
  1. Argument
  2. Speaking Wrath
  3. The World in a Grain of Sand
  4. Eternity's sunrise
  5. Epilogue
- Kriegeslieder (Songs of War), zangcyclus voor mezzosopraan en piano
- Lullay, my child, voor mezzosopraan en piano
- MCMXIV (1914), zangcyclus voor tenor en piano
- Moortown Elegies, voor zangstem en piano
- Ne reprenez si j’ay aymé
- Of Song Love and Death, voor tenor en piano
- The Killing, voor tenor en piano
- Till Time and Times are Done, zangcyclus voor sopraan, tenor en piano
- Trompeten, voor mezzosopraan en piano

### Kamermuziek
- 1984 In Memoriam Magistri, voor koperkwintet
- 1985 Sonata, voor cello en piano
- Comedies, voor blazerskwintet

### Werken voor gitaar
- 1996 The Habit of Grief

### Filmmuziek
- 1984 Gunpowder
- 1987 Mindkiller